# The Little Shepherd of Bargain Row
The Little Shepherd of Bargain Row è un film muto del 1916 diretto da Fred E. Wright.

## Trama
Sul suo letto di morte, Henry Hyman - consapevole della scarsa propensione per gli affari dei suoi due figli, Joseph e Dickie - lascia la gestione della sua gioielleria a Nora Blake, la segretaria. Ma, dopo la morte di Hyman, Travers, il suo manager, rivendica per sé la gestione degli affari. Però la conduzione di Travers non solo è rovinosa: è anche disonesta. L'uomo preleva dai gioielli del negozio un prezioso collier che gli serve per conquistare Lucile, la fidanzata di Dickie Hyman. Il giovane, allora, si mette a corteggiare Edna, la migliore amica di Nora, la segretaria. Quest'ultima, intanto, inizia una relazione romantica con l'altro figlio del suo ex principale, Joseph. Le malversazioni di Travers vengono presto alla luce e Nora scopre il furto della collana: il manager viene arrestato e Nora, ormai fidanzata ufficiale di Joseph, prende lei in mano l'azienda proprio secondo le volontà del vecchio Hyman.

## Produzione
Il film fu prodotto dalla Essanay Film Manufacturing Company.

## Distribuzione
Distribuito dalla V-L-S-E, il film uscì nelle sale cinematografiche statunitensi il 24 aprile 1916. La Victor Kremer Film Features ne curò una riedizione nel 1919.